# David (cràter)
David és un cràter d'impacte en el planeta Mercuri, de 23 km de diàmetre. Porta el nom del pintor francès Jacques-Louis David (1748-1825), i el seu nom va ser aprovat per la Unió Astronòmica Internacional el 2013.